# Crack the Shutters
Crack the Shutters is een nummer van de alternatieve rockgroep Snow Patrol. Het is de tweede single, afkomstig van hun vijfde studioalbum A Hundred Million Suns.

## Videoclip
De door Kevin Godley geregisseerde, videoclip ging in week 46 in première op de muziekwebsite van Myspace. De clip begint een blik op de instrumenten van de band en dan met de camera ingezoomd op de mond van zanger Lightbody die het eerste couplet zingt. Langzaam aan zoomt de camera uit en als het refrein begint, is de band op een plateau te zien terwijl ze het nummer spelen. Ondertussen rent een grote groep mensen voor het plateau naar rechts. Dit houdt op als de tweede couplet begint en hierin is alleen de band optredend te zien. In het tweede refrein is de groep weer rennend te zien alleen dit keer naar links toe en net voor het refrein opnieuw wordt gezongen, doet het publiek diens zaklampen aan en schijnen van onderen naar de band op het plateau toe.

## Tracklijst
De cd-single bevat een nieuw nummer getiteld Cubicles; de beperkt verkrijgbare 7"-vinyl heeft een cover van Elbows One Day Like This, opgenomen tijdens BBC's Live Lounge. De iTunes-bundel bevat naast de single en de bijbehorende videoclip ook de Haunts remix. De Kid Glove remix werd vanaf 14 december beschikbaar gesteld als download op de website van de band en is ook opgenomen in de Europese en Australische cd-single. De band nodigde de fans uit om de remixcover te ontwerpen.

Alle muziek en teksten zijn geschreven door Snow Patrol. 
| Nr. | Titel                            | Duur  |
| --- | -------------------------------- | ----- |
| 1.  | Crack the Shutters (albumversie) | 03:20 |

| Nr. | Titel              | Duur  |
| --- | ------------------ | ----- |
| 1.  | Crack the Shutters | 03:20 |
| 2.  | Cubicles           | 03:11 |

| Nr. | Titel                                                                     | Schrijver(s)                                                     | Duur  |
| --- | ------------------------------------------------------------------------- | ---------------------------------------------------------------- | ----- |
| 1.  | Crack the Shutters                                                        |                                                                  | 03:20 |
| 2.  | One Day Like This (live) (Live tijdens Jo Whiley's "Live Lounge on Tour") | Guy Garvey, Mark Potter, Craig Potter, Pete Turner, Richard Jupp | 05:03 |

| Nr. | Titel                                | Duur  |
| --- | ------------------------------------ | ----- |
| 1.  | Crack the Shutters                   | 03:20 |
| 2.  | Cubicles                             | 03:11 |
| 3.  | Crack the Shutters (Haunts Remix)    | 05:01 |
| 4.  | Crack the Shutters (Kid Glove Remix) | 04:16 |
| 5.  | Take Back the City (videoclip)       |       |

| Nr. | Titel                             | Duur  |
| --- | --------------------------------- | ----- |
| 1.  | Crack the Shutters                | 03:20 |
| 2.  | Cubicles                          | 03:11 |
| 3.  | Crack the Shutters (Haunts Remix) | 05:01 |
| 4.  | Take Back the City (videoclip)    |       |

| Nr. | Titel                             | Duur  |
| --- | --------------------------------- | ----- |
| 1.  | Crack the Shutters                | 03:20 |
| 2.  | Crack the Shutters (Haunts Remix) | 05:01 |

| Nr. | Titel                                | Duur  |
| --- | ------------------------------------ | ----- |
| 1.  | Crack the Shutters (Kid Glove Remix) | 04:16 |

| Nr. | Titel                                | Duur  |
| --- | ------------------------------------ | ----- |
| 1.  | Crack the Shutters (Kid Glove Remix) | 04:16 |

## Release en commercieel ontvangst
Het nummer werd op 9 december op de Nederlandse iTunes uitgebracht en Ierland en het Verenigd Koninkrijk op respectievelijk 12 en 15 december 2008. Hoewel het nummer daar redelijke airplay kreeg, scoorde het niet zo goed in het Verenigd Koninkrijk. Met de 43e positie was het de eerste single sinds de re-release van Spitting Games uit 2004 dat de top 40 van de UK Singles Chart miste. De opvolger If There's a Rocket Tie Me to It zette deze lijn voort door de top 100 volledig te missen. Desondanks noteerde Crack the Shutters langer dan de vorige single Take Back the City, dat als top debuteerde op de zevende plek. In andere landen deed het nummer het wel beter hoewel de veertiende plek in de Nederlandse Top 40 de hoogste notering was. Dit succes was te verklaren door het feit dat meer radiostations het nummer oppakten, in tegenstelling Take Back the City dat alleen werd opgepikt door 3FM en Kink FM. Het nummer werd tot 3 juni al 305 maal gedraaid op 3FM en 210 keer op Radio 538, waar het in week 3 tot Alarmschijf werd uitgeroepen. Het nummer is een van de meest gedraaide nummers van 3FM en is in totaal 1550 keer gedraaid op de radiostations.
Na het optreden op Pinkpop 2009, waar de groep headliner was, werden de nummers van de band opnieuw in groten getale gedownload. Nummers als Run, Chasing Cars en Shut Your Eyes stegen of kwamen de lijst opnieuw binnen. Ook Crack the Shutters was populair en steeg door tot de tiende plek in de iTunes-lijst en hierdoor tevens de eerste plek in de alternatieve lijst van de webwinkel, de hoogste iTunes-notering van het nummer.

### Hitnoteringen in de Benelux
| Crack the Shutters in de Nederlandse Top 40 - binnen: 10 januari 2009 | Crack the Shutters in de Nederlandse Top 40 - binnen: 10 januari 2009 | Crack the Shutters in de Nederlandse Top 40 - binnen: 10 januari 2009 | Crack the Shutters in de Nederlandse Top 40 - binnen: 10 januari 2009 | Crack the Shutters in de Nederlandse Top 40 - binnen: 10 januari 2009 | Crack the Shutters in de Nederlandse Top 40 - binnen: 10 januari 2009 | Crack the Shutters in de Nederlandse Top 40 - binnen: 10 januari 2009 | Crack the Shutters in de Nederlandse Top 40 - binnen: 10 januari 2009 | Crack the Shutters in de Nederlandse Top 40 - binnen: 10 januari 2009 | Crack the Shutters in de Nederlandse Top 40 - binnen: 10 januari 2009 | Crack the Shutters in de Nederlandse Top 40 - binnen: 10 januari 2009 | Crack the Shutters in de Nederlandse Top 40 - binnen: 10 januari 2009 | Crack the Shutters in de Nederlandse Top 40 - binnen: 10 januari 2009 |
| Week                                                                  | 1                                                                     | 2                                                                     | 3                                                                     | 4                                                                     | 5                                                                     | 6                                                                     | 7                                                                     | 8                                                                     | 9                                                                     | 10                                                                    | 11                                                                    | uit                                                                   |
| --------------------------------------------------------------------- | --------------------------------------------------------------------- | --------------------------------------------------------------------- | --------------------------------------------------------------------- | --------------------------------------------------------------------- | --------------------------------------------------------------------- | --------------------------------------------------------------------- | --------------------------------------------------------------------- | --------------------------------------------------------------------- | --------------------------------------------------------------------- | --------------------------------------------------------------------- | --------------------------------------------------------------------- | --------------------------------------------------------------------- |
| Nummer                                                                | 37                                                                    | 29                                                                    | 23                                                                    | 16                                                                    | 18                                                                    | 18                                                                    | 14                                                                    | 22                                                                    | 25                                                                    | 36                                                                    | 37                                                                    | uit                                                                   |

| Crack the Shutters in de Single Top 100 Binnen: 17 januari 2009 | Crack the Shutters in de Single Top 100 Binnen: 17 januari 2009 | Crack the Shutters in de Single Top 100 Binnen: 17 januari 2009 | Crack the Shutters in de Single Top 100 Binnen: 17 januari 2009 | Crack the Shutters in de Single Top 100 Binnen: 17 januari 2009 | Crack the Shutters in de Single Top 100 Binnen: 17 januari 2009 | Crack the Shutters in de Single Top 100 Binnen: 17 januari 2009 | Crack the Shutters in de Single Top 100 Binnen: 17 januari 2009 | Crack the Shutters in de Single Top 100 Binnen: 17 januari 2009 | Crack the Shutters in de Single Top 100 Binnen: 17 januari 2009 | Crack the Shutters in de Single Top 100 Binnen: 17 januari 2009 | Crack the Shutters in de Single Top 100 Binnen: 17 januari 2009 | Crack the Shutters in de Single Top 100 Binnen: 17 januari 2009 | Crack the Shutters in de Single Top 100 Binnen: 17 januari 2009 |
| Week                                                            | 1                                                               | 2                                                               | 3                                                               | 4                                                               | 5                                                               | 6                                                               | 7                                                               | 8                                                               | 9                                                               | 10                                                              | 11                                                              | 12                                                              | uit                                                             |
| --------------------------------------------------------------- | --------------------------------------------------------------- | --------------------------------------------------------------- | --------------------------------------------------------------- | --------------------------------------------------------------- | --------------------------------------------------------------- | --------------------------------------------------------------- | --------------------------------------------------------------- | --------------------------------------------------------------- | --------------------------------------------------------------- | --------------------------------------------------------------- | --------------------------------------------------------------- | --------------------------------------------------------------- | --------------------------------------------------------------- |
| Nummer                                                          | 49                                                              | 49                                                              | 56                                                              | 47                                                              | 37                                                              | 36                                                              | 57                                                              | 59                                                              | 53                                                              | 57                                                              | 68                                                              | 85                                                              | uit                                                             |

| Crack the Shutters in de Ultratop 50 Binnen: 28 maart 2009 | Crack the Shutters in de Ultratop 50 Binnen: 28 maart 2009 | Crack the Shutters in de Ultratop 50 Binnen: 28 maart 2009 | Crack the Shutters in de Ultratop 50 Binnen: 28 maart 2009 | Crack the Shutters in de Ultratop 50 Binnen: 28 maart 2009 |
| Week                                                       | 1                                                          | 2                                                          | 3                                                          | uit                                                        |
| ---------------------------------------------------------- | ---------------------------------------------------------- | ---------------------------------------------------------- | ---------------------------------------------------------- | ---------------------------------------------------------- |
| Nummer                                                     | 42                                                         | 42                                                         | 45                                                         | uit                                                        |

| Nummer met noteringen in de NPO Radio 2 Top 2000 | '09 | '10  | '11  | '12  | '13  | '14  |
| ------------------------------------------------ | --- | ---- | ---- | ---- | ---- | ---- |
| Crack the Shutters                               | 732 | 1098 | 1054 | 1408 | 1237 | 1680 |

1. ↑  Een vetgedrukt getal geeft de hoogste notering aan.
2. ↑  2009 was het eerste jaar met een notering voor dit nummer.
3. ↑  Deze tabel is bijgewerkt tot en met de laatste editie (2024).

### Wereldwijd
| Land                | Lijst                      | Piek | Bron  |
| ------------------- | -------------------------- | ---- | ----- |
| 2008 & 2009         |                            |      |       |
| Canada              | Canadian Digital Singles   | 58   | [ 3 ] |
| Duitsland           | Musikmarkt Top 100         | 28   | [ 4 ] |
| Europese Unie       | European Hot 100           | 17   | [ 3 ] |
| Ierland             | IRMA Top 100               | 32   | [ 4 ] |
| Japan               | Japan Hot 100              | 67   | [ 3 ] |
| Nederland           | Nederlandse Single Top 100 | 36   | [ 4 ] |
| Nederland           | Nederlandse Top 40         | 14   | [ 5 ] |
| Oostenrijk          | Ö3 Austria Top 40          | 32   | [ 4 ] |
| Verenigd Koninkrijk | UK Singles Chart           | 43   | [ 6 ] |
| Verenigde Staten    | Billboard Hot 100          | 111  | [ 3 ] |
| Verenigde Staten    | Hot Adult Top 40           | 37   | [ 3 ] |
| Verenigde Staten    | Triple A Tracks            | 1    | [ 3 ] |
| Vlaanderen          | Ultratop 50                | 42   | [ 4 ] |
| Wallonië            | Ultratip 50                | 19   | [ 4 ] |
| Zweden              | Sverigetopplistan          | 29   | [ 4 ] |
| Zwitserland         | Schweizer Hitparade        | 72   | [ 4 ] |

## Personeel
Snow Patrol
- Gary Lightbody: vocalen, gitaar, achtergrondzang, schrijver
- Nathan Connolly: gitaar, achtergrondzang, schrijver
- Paul Wilson: basgitaar, achtergrondzang, schrijver
- Jonny Quinn: drums, schrijver
- Tom Simpson: keyboards, schrijver

Overig personeel
- Jacknife Lee: producer
- Cenzo Townshend: mixer
- Neil Comber: mixassistent
  - In de Olympic Studios, Londen.
- John Davis: mastering
  - In de Metropolic Studios, Londen.